# Marcus Sternberg
Marcus Sternberg (* 14. September 1965) ist ein deutscher Musikvideoregisseur.

## Leben
Sternberg studierte an der London International Film School und lebt in Berlin und Buenos Aires. Neben Musikvideos produziert er auch Werbefilme.
Er führte Regie bei Musikvideos vieler bekannter Künstler wie Anastacia, Nena, Fettes Brot, Christina Stürmer und No Angels. Sein Musikvideo zum No-Angels-Lied Something About Us erhielt 2003 den Echo Pop in der Kategorie Best National Video. Das Slant Magazine zählte 2003 sein Run-D.M.C. vs. Jason Nevins Video zum Song It’s Like That zu den besten 100 Musikvideos.

## Auszeichnungen
- c/o No Angels: 2003 Echo in der Kategorie Best National Video für das Video zum Lied Something About Us

## Musikvideos (Auswahl)
- Anastacia – Best of You
- Melanie C – Rock Me
- Run-DMC vs. Jason Nevins – It’s Like That
- Schiller & Colbie Caillat – You
- Nena & Helmut Berger – Besser geht’s nicht
- MarieMarie – Under the Neon Sky
- Nena – Das ist nicht alles
- Kosheen – Guilty
- Paul van Dyk & Saint Etienne – Tell Me Why (The Riddle)
- Nena – 99 Red Balloons 2002
- Lexington Bridge feat. Snoop Dogg – Real Man
- Aura Dione – Something from Nothing
- Xavier Naidoo – Wo willst du hin? (mit Esther Schweins und Steffen Wink)
- Sugarplum Fairy – Sail Beyond Doubt
- Söhne Mannheims – Dein Glück liegt mir am Herzen
- Dante Thomas – Caught in the Middle
- Fettes Brot – Nordisch by Nature
- Nena & Heppner – Haus der drei Sonnen
- Ich + Ich – So soll es bleiben
- Frida Gold – Unsere Liebe ist aus Gold
- Schiller & Xavier Naidoo – Sehnsucht
- No Angels – Something About Us
- No Angels – No Angel (It’s All in Your Mind)
- Schiller & Thomas D – Die Nacht
- Kim Frank – Lara
- Yvonne Catterfeld und Eric Benét – Where Does the Love Go?
- Christina Stürmer – Engel fliegen einsam
- Nena – Leuchtturm 2002
- Schiller & Heppner – Dream of You
- Echt – Wo bist du jetzt?
- De Phazz – The Mambo Craze
- Jam & Spoon – Stella[3]
- Glasperlenspiel – Echt
- Glasperlenspiel – Ich bin ich
- Heppner feat. Witt – Was bleibt?[4]
- Peter Heppner – … und ich tanz’ (Latches Mix)[5]
- Peter Heppner – Unloveable[6]